# Ratpenat arlequí d'Indoxina
El ratpenat arlequí d'Indoxina (Scotomanes ornatus) és una espècie de ratpenat de la família dels vespertiliònids. Viu a Bangladesh, l'Índia, Laos, Myanmar, el Nepal, Tailàndia, el Vietnam i la Xina. Els seus hàbitats són les valls humides i els boscos muntanyosos. És una espècie en risc mínim, és a dir, no sembla que hi hagi cap amenaça significativa per a la seva supervivència.